# Marion Brown
Pour les articles homonymes, voir Brown.
Marion Brown, né le 8 septembre 1931 (ou 1935 selon les sources) à Atlanta en Géorgie et mort à Hollywood, dans le comté de Broward, en Floride, le 18 octobre 2010, est un saxophoniste alto de jazz et un ethnomusicologue.

## Biographie
Brown a participé aux tout  premiers enregistrements de free jazz comme Fire Music d'Archie Shepp et Ascension de John Coltrane.
Vers le milieu des années 1960 il a déménagé en Europe où il a développé un intérêt pour la musique africaine. À cette occasion il participe à des émissions TV; une vidéo enregistrée avec le batteur Eddy Gaumont en témoigne. Il est retourné aux États-Unis en 1970 et a commencé à y enseigner la composition musicale.
Marion Brown a aussi joué avec Mal Waldron, Harold Budd, John Fischer (en), Barre Phillips et Gunter Hampel.

## Discographie

### En tant que leader
- 1966 : Three for Shepp (Impulse!)
- 1966 : Juba Lee (Fontana)
- 1966 : Why Not? (ESP-Disk)
- 1967 : Marion Brown Quartet (ESP / Fontana)
- 1967 : Porto Novo (Arista)
- 1968 : Gesprächsfetzen (avec Gunter Hampel)  (Calig)
- 1969 : In Sommerhausen (avec Gunter Hampel et Jeanne Lee)
- 1970 : Afternoon of a Georgia Faun (ECM)
- 1973 : Duets (Freedom)
- 1973 : Geechee Recollections (Impulse!)
- 1974 : Sweet Earth Flying (Impulse!)
- 1975 : Vista (Impulse!)
- 1977 : La Placita / Live in Willisau (Timeless Muse)
- 1977 : Solo Saxophone (Sweet Earth)
- 1977 : Zenzile Featuring Marion Brown (Baystate)
- 1978 : Passion Flower (Baystate)
- 1979 : November Cotton Flower (Baystate)
- 1978 : Reeds 'n Vibes (avec Gunter Hampel) (Improvising Artists)
- 1979 : Soul Eyes (Baystate)
- 1980 : Back To Paris (Freelance Records)
- 1983 : Gemini (Birth)
- 1985 : Recollections (Creative Works)
- 1985 : Songs of Love and Regret (Freelance, avec Mal Waldron)
- 1988 : Much More (Freelance)
- 1990 : Native Land (ITM)

### En tant que sideman
Avec John Coltrane
- Ascension (Impulse!, 1965)

Avec Stanley Cowell
- Regeneration (Strata-East, 1976)

Avec Archie Shepp
- Attica Blues (Impulse!,1972)
- Fire Music (Impulse!, 1965)

Avec Harold Budd
- The Pavilion of Dreams (Editions EG, 1976)

## Hommages
- Le groupe de Rock indépendant Superchunk a inclus une composition intitulée "Song For Marion Brown" sur l'album Indoor Living.
- Harold Budd a enregistré "Sweet Earth Flying" de Marion Brown sur l'album Luxa.
- Le groupe de rock expérimental américain His Name Is Alive a enregistré un album d'hommage à Marion Brown, Sweet Earth Flower, sorti en 2007.
- Dans son morceau Smoke and Mirrors, le DJ RJD2 a samplé la chanson 'Who Knows' de Marion Brown.